# Hóa Quỳ
Hóa Quỳ là một xã thuộc huyện Như Xuân, tỉnh Thanh Hóa, Việt Nam.

## Địa lý
Xã Hóa Quỳ nằm ở trung tâm huyện Như Xuân, có vị trí địa lý:
- Phía đông giáp thị trấn Yên Cát và xã Bình Lương
- Phía tây giáp các xã Cát Vân, Thanh Hòa, Thanh Lâm
- Phía nam giáp xã Xuân Hòa
- Phía bắc giáp xã Cát Tân.

Xã Hóa Quỳ có diện tích 44,82 km², dân số năm 2018 là 7.189 người, mật độ dân số đạt 160 người/km².

## Lịch sử
Xã Hóa Quỳ được thành lập vào ngày 4 tháng 9 năm 1964 trên cơ sở tách một phần diện tích và dân số của xã Yên Cát.
Ngày 2 tháng 10 năm 1981, Hội đồng Bộ trưởng ban hành Quyết định số 102-HĐBT. Theo đó, chia xã Hóa Quỳ thành hai xã Hóa Quỳ và Xuân Quỳ.
Đến năm 2018, xã Xuân Quỳ có diện tích 18,27 km², dân số là 2.037 người, mật độ dân số đạt 111 người/km². Xã Hóa Quỳ có diện tích 26,55 km², dân số là 5.152 người, mật độ dân số đạt 194 người/km².
Ngày 16 tháng 10 năm 2019, Ủy ban Thường vụ Quốc hội ban hành Nghị quyết số 786/NQ-UBTVQH14 về việc sắp xếp các đơn vị hành chính cấp xã thuộc tỉnh Thanh Hóa (nghị quyết có hiệu lực từ ngày 1 tháng 12 năm 2019). Theo đó, sáp nhập toàn bộ diện tích và dân số của xã Xuân Quỳ trở lại vào xã Hóa Quỳ.